# Saint-Nabord
Saint-Nabord är en kommun i departementet Vosges i regionen Grand Est (tidigare regionen Lorraine) i nordöstra Frankrike. Kommunen ligger i kantonen Remiremont som tillhör arrondissementet Épinal. År 2022 hade Saint-Nabord 3 983 invånare.

## Befolkningsutveckling
Antalet invånare i kommunen Saint-Nabord
| Referens: INSEE |